# Bridgestone Arena
La Bridgestone Arena (auparavant Gaylord Entertainment Center, Nashville Arena et Sommet Center puis parfois surnommé The Geck, "Smashville" ou The Hop) est une salle omnisports située dans le centre-ville de Nashville, au Tennessee.
Depuis 1998, son locataire principal est la franchise de hockey sur glace des Predators de Nashville qui évoluent en LNH dans la conférence ouest. Entre 1997 et 2001, la salle abritait les Nashville Kats qui est une équipe de football américain en salle de la Arena Football League mais en 2005 la franchise y rejoua jusqu'en 2007. Sa capacité est de 17 510 places pour le hockey sur glace, 19 395 pour le basket-ball et de 5 145 en configuration de théâtre (Music City Theater). La salle dispose de 70 suites de luxe et 1 850 sièges de club. L'édifice est réputé pour être parmi les amphithéâtres les plus bruyants de la Ligue nationale de hockey en raison de l'ambiance des partisans et aussi de sa puissante sirène des buts.

## Histoire
Bridgestone Arena fut inauguré le 18 décembre 1996 et coûta 144 millions de dollars. L'arène appartient à Sports Authority of Nashville et au comté de Davidson puis est actionnée par Powers Management Company, une filiale des Predators de Nashville, franchise de la LNH qui est le locataire principal depuis 1998. L'aréna est construit dans le but d'obtenir une concession de la National basket ball association, ce que la ligue a refusé à la demande de la ville de Nashville, mais pas du côté de la Ligue nationale de hockey pour donner à la ville une franchise qu'à partir de la saison 1998-99.
En 1997, ce fut le lieu du championnat national de la United States Figure Skating Association et en 2004 du U.S. Gymnastics championships. Le bâtiment a aussi organisé de nombreux concerts, des rassemblements religieux et quelques événements de basket-ball, y compris les tournois masculin (2001, 2006, 2010) et féminin de la Southeastern Conference et Ohio Valley Conference. La salle peut être convertie en théâtre de 5 145 sièges qui se nomme Music City Theater, il est utilisé pour les concerts et les spectacles. Le 6 novembre 2006 le Country Music Association Awards show s'est déroulé dans le Music City Theater.
L'architecture de cet aréna se distingue aux autres amphithéâtres modernes en raison des estrades dont une section qui est coupée par deux grandes colonnes. Une petite scène a été aménagée dans les gradins exclusivement pour les musiciens à donner de l'ambiance aux spectateurs durant les matchs des Predators lors des arrêts de jeu.
Au mois d'août 2007, le tableau des scores de forme octogonal datant du milieu des années 1990, qui était considéré comme vétuste, fut remplacé par un nouveau tableau d'affichage à dix-huit écrans fabriqué par ANC Sports. L'opération coûta 36 millions de dollars.

## Les droits d'appellation
En février 2005, il a été annoncé que les Predators de Nashville et Gaylord avaient concluent un accord qui termine toute participation supplémentaire entre eux et que le nom Gaylord resterait seulement sur le bâtiment jusqu'à ce qu'un nouvel acheteur puisse être trouvé pour les droits d'appellation. En août 1999, la compagnie Gaylord avait acheté 80 millions de dollars les droits d'appellation de l'arène sur 20 ans, qui se prénommait Nashville Arena. En conséquence, les médias de Nashville sont revenus à appeler la salle par son nom original, Nashville Arena. Avec le commencement de la saison 2006, les Predators de Nashville ont commencé à faire référence aussi à l'arène par son nom original.
Le 16 mars 2007, la salle fut officiellement renommée Nashville Arena.
Le 18 mai 2007, Sommet Group rachète les droits d'appellation du bâtiment qui se nomme Sommet Center.
Le 3 mars 2010, la salle est appelée Bridgestone Arena.

## Événements
- Championnats des États-Unis de patinage artistique (United States Figure Skating Championships), 8 – 16 février 1997
- Tournoi masculin de basket-ball de la Ohio Valley Conference (OVC), 1997 à 2001, 2003, 2005 à 2007, 2009 et 2010
- CMT Music Awards, 2000 à 2005 et depuis 2009
- Tournoi masculin de basket-ball de la Southeastern Conference (SEC), 2001, 2006, 2010, 2013, 2015 à 2017, 2019 à 2021 et 2023 à 2025
- WWE Judgment Day, 19 mai 2002
- Repêchage d'entrée dans la LNH 2003
- United States Gymnastics Championships, 2004
- Country Music Association Awards, depuis 2006
- WWE SmackDown, 8 août 2006
- WWE RAW, 26 décembre 2007
- Concert de Demi Lovato (Demi Lovato: Live in Concert), 12 août 2009
- WWE RAW, 1er février 2010
- Lady Gaga (The Monster Ball Tour), 19 avril 2011
- Lady Gaga (The Born This Way Ball), 10 mars 2013
- Concert de Demi Lovato (The Neon Lights Tour), 29 mars 2014
- Final Four du Championnat NCAA de basket-ball féminin, 6 et 8 avril 2014
- Concerts de Taylor Swift (1989 World Tour), 25 et 26 septembre 2015
- Concert de Madonna (Rebel Heart Tour), 18 janvier 2016
- 61e Match des étoiles de la Ligue nationale de hockey, 31 janvier 2016
- Concert de Rihanna (Anti World Tour), 18 mars 2016
- Concert de Demi Lovato et Nick Jonas (Future Now Tour), 7 septembre 2016
- Concert de Olivia Rodrigo (Guts World Tour), 9 Mars 2024

## Galerie

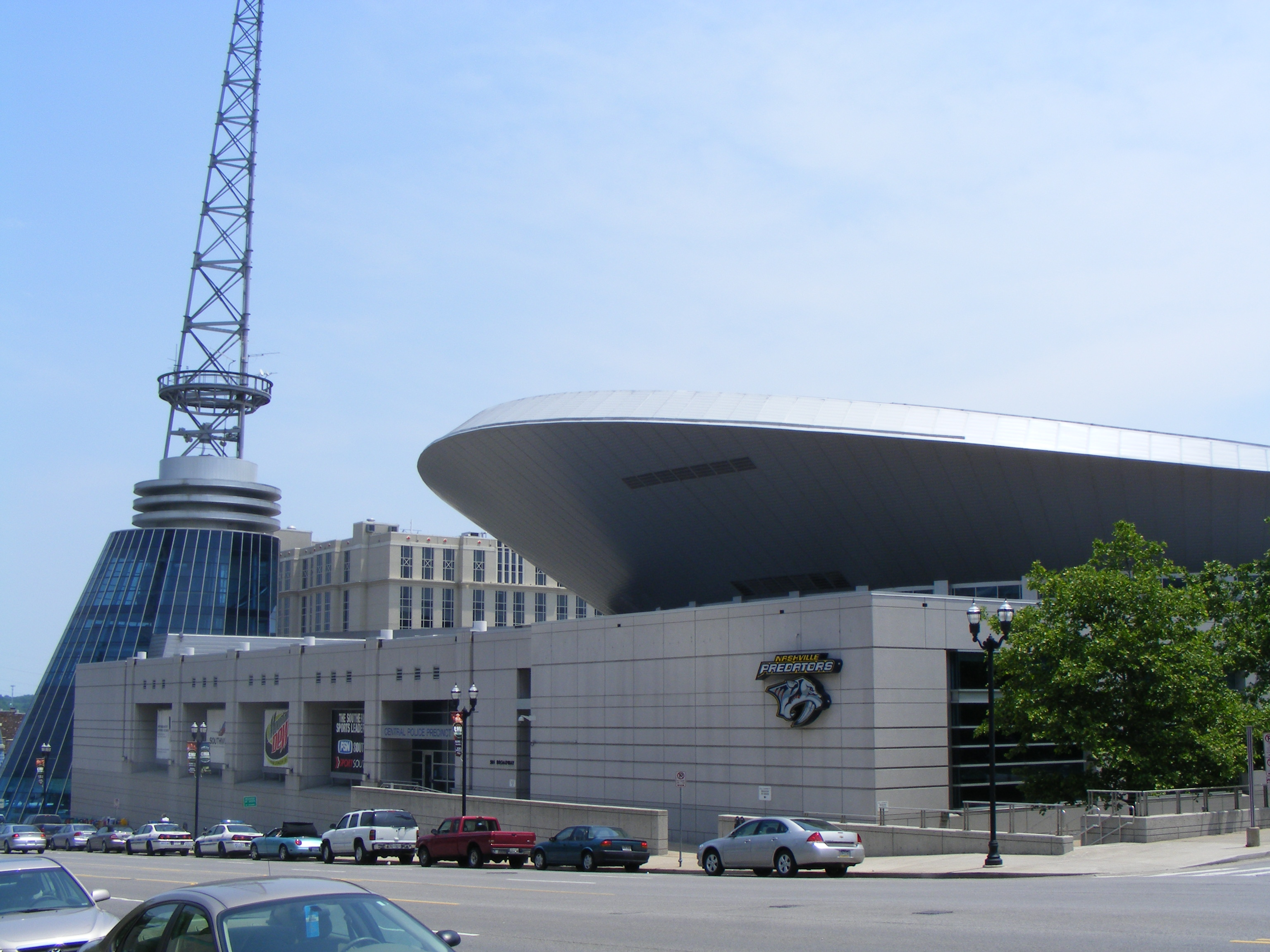
Le GEC en 2008
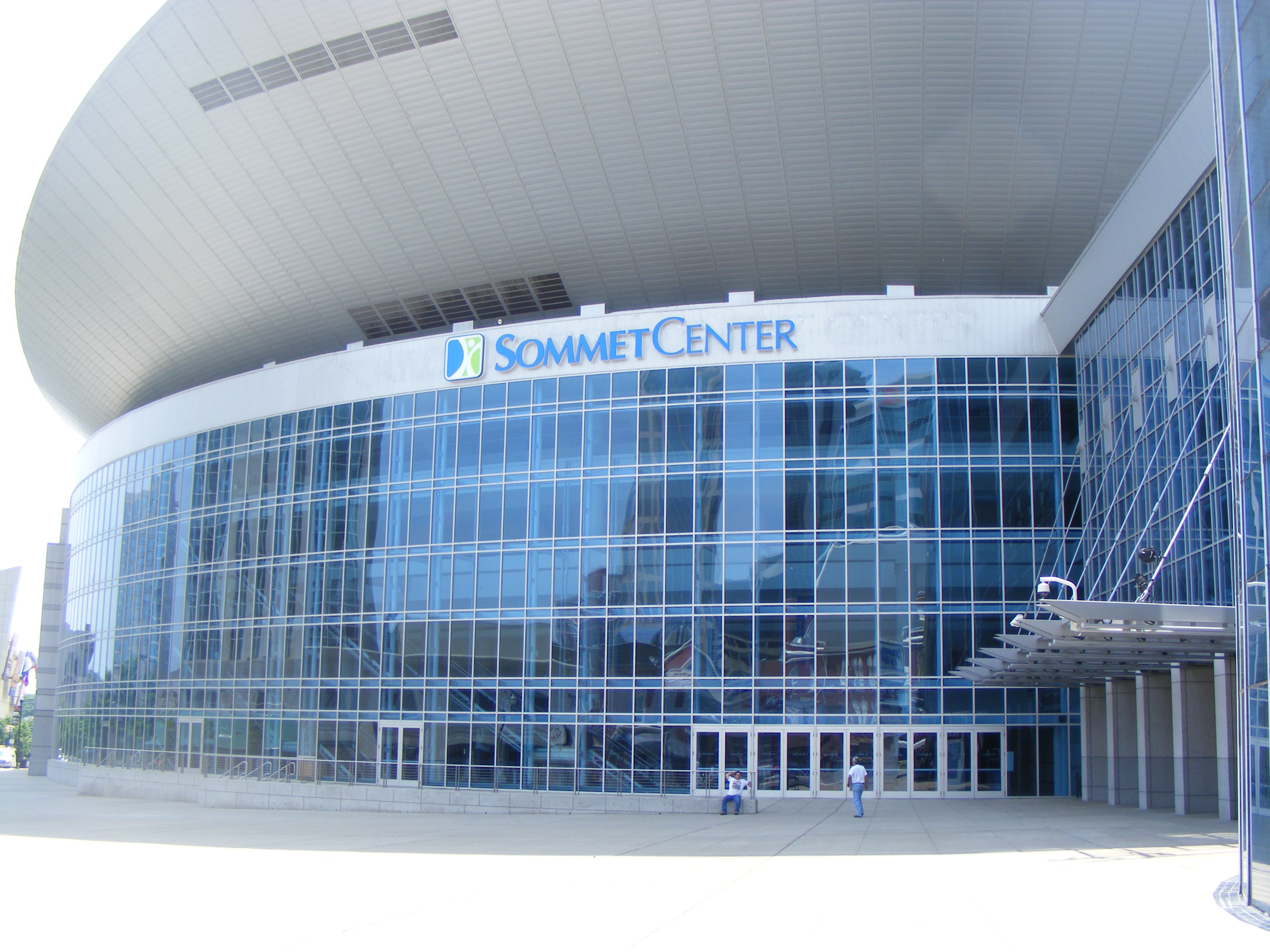
Façade
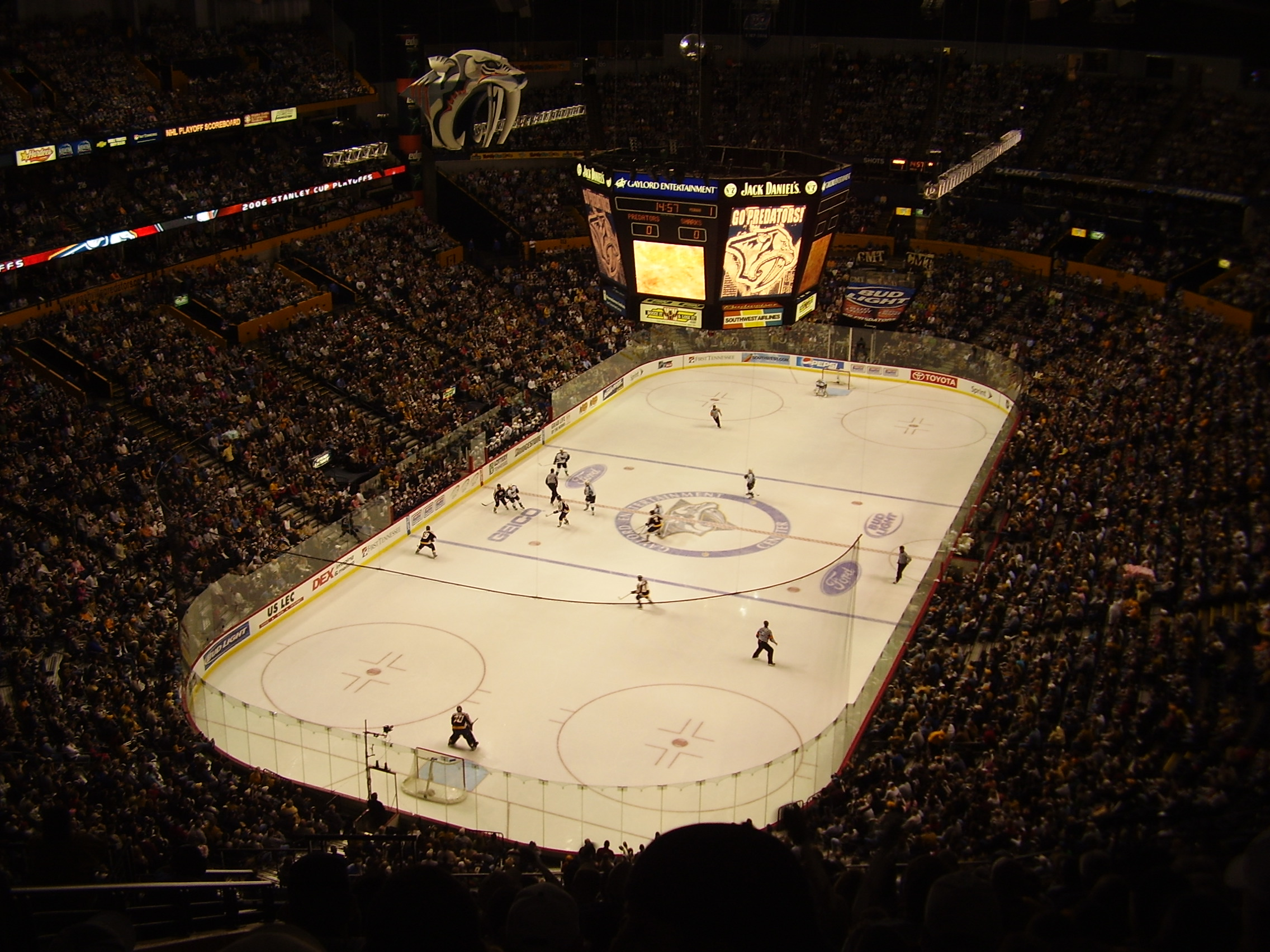
Patinoire en 2006
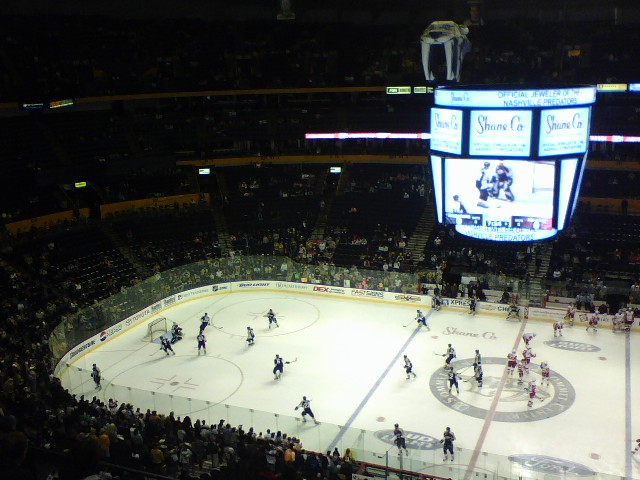
Patinoire en 2007
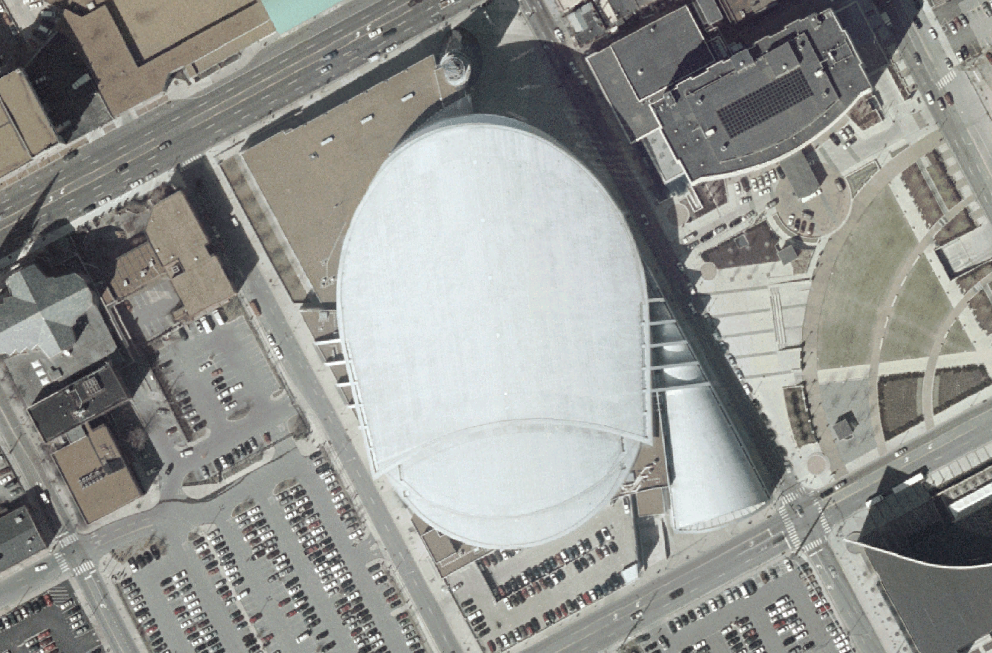
Image satellite
Ancien logo
Ancien logo